# Verlandeter See bei Heigermoos

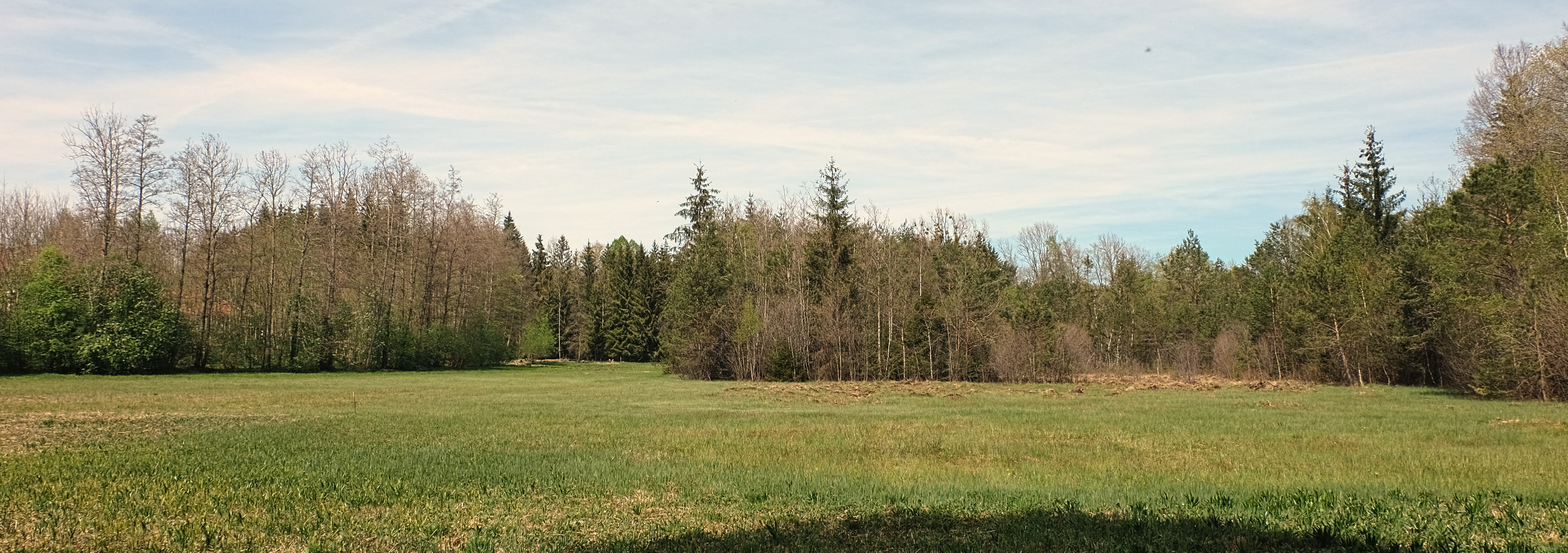
Verlandeter See bei Heigermoos
ND-1324

Der Verlandete See bei Heigermoos wurde 1982 als flächenhaftes Naturdenkmal (2,4 ha) unter Schutz gestellt. Das Bayerische Landesamt für Umwelt (LfU) führt ihn unter der Nummer ND-01324.
Das Gebiet ist auch als Natura 2000 Gebiet mit der Nummer 7942-301 ausgewiesen.

## Schutzgebiet und Verordnung

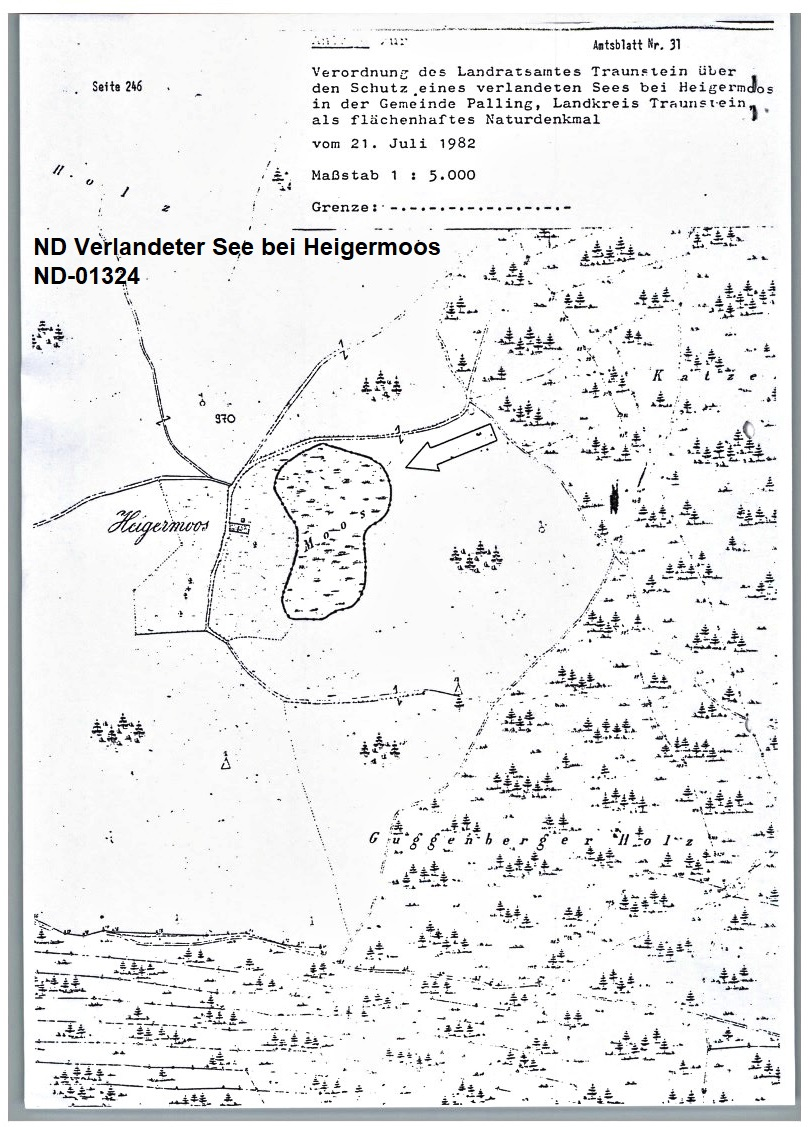
Lageplan Amtsblatt

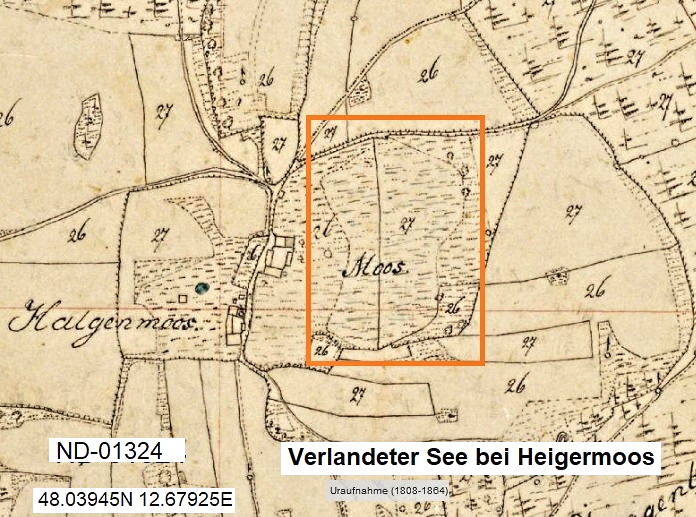
Lage in hist. Karte

Die Verordnung führt aus, dass es sich um ein hochwertiges Biotop handelt und seine Erhaltung wegen seiner hervorragenden Eigenart und Seltenheit, seiner ökologischen, wissenschaftlichen, floristischen und faunistischen Bedeutung im öffentlichen Interesse liegt.
Der Umriss des ehemaligen Toteisloches entspricht einer liegenden Acht und hat in der Nord-Süd-Ausrichtung eine Länge von ca. 220 m.

## Geologie
Der Weiler Heigermoos liegt in dem Bereich einer 2,5 km langen und schmalen, in N-S ausgerichteten Seitenmöräne des ehemaligen würmzeitlichen Salzachgletschers. Das östlich anschließende Naturdenkmal liegt in einer Ebene aus Schmelzwasserschotter.
Der Steckbrief des Natura 2000 Gebietes führt zur Entwicklungsgeschichte aus: Verlandeter Toteissee mit Übergangsmoor.

## Fauna und Flora
Der Steckbrief des Natura 2000 Gebietes weist das Schutzgebiet FFH-Gebiet aus.
Als anzutreffende Lebensraumtypen werden aufgeführt:
- Feuchte Hochstaudensäume
- Übergangs- und Schwingrasenmoore
- Senken mit Torfmoorsubstraten
- Moorwälder